# Robertgurneya dactylifer
Robertgurneya dactylifer är en kräftdjursart som först beskrevs av C. B. Wilson 1932.  Robertgurneya dactylifer ingår i släktet Robertgurneya och familjen Diosaccidae. Inga underarter finns listade i Catalogue of Life.